# Rødby kommun
Rødby kommun var fram till 1 januari 2007 en kommun i Storstrøms Amt, Danmark.
1 januari 2007 gick Rødby kommun upp i Lollands kommun.